# Yves Wellens
Yves Wellens, de son vrai nom Yves Van Cutsem (Bruxelles, 6 avril 1955) est un écrivain belge de langue française.

## Nominations à des prix littéraires
- 1995, Prix ATT (Le cas de figure)
- 1995, Prix Rossel (Le cas de figure)[14]
- 1996, Prix Rossel (Contes des jours d’imagination)[15]
- 2008, Prix du Livre Politique (D’outre-Belgique)[16]